# Zdory
Zdory [pronunciación en polaco: /ˈzdɔrɨ/] (Alemán: Sdorren, 1938-1945: Dorren) es un pueblo ubicado en el distrito administrativo de Gmina Pisz, dentro del Condado de Pisz, Voivodato de Varmia y Masuria, en Polonia del norte. Se encuentra aproximadamente a 13 kilómetros al norte de Pisz y a 85 kilómetros al este de la capital regional Olsztyn.